# Palaeosyops

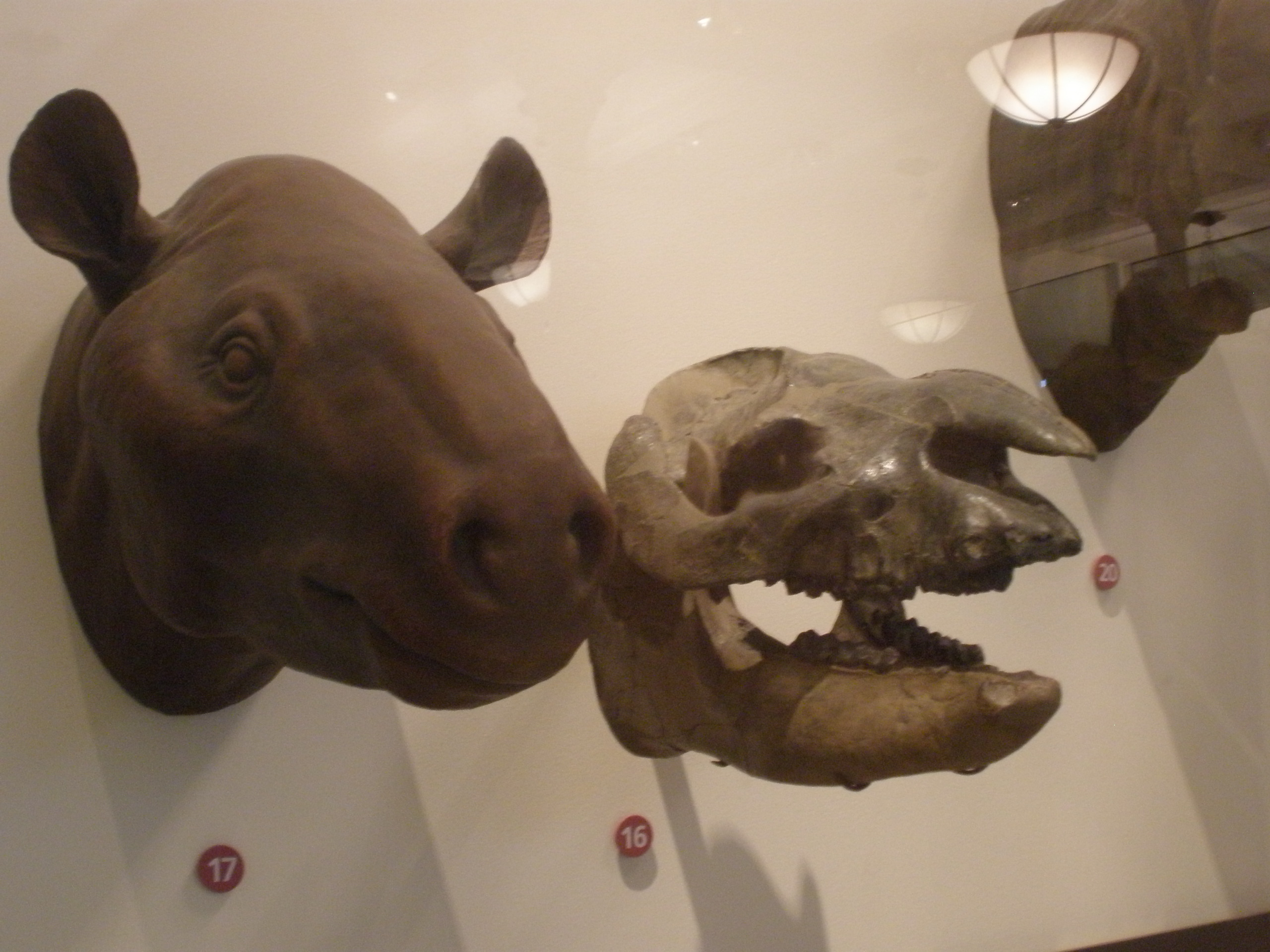
Cráneo y modelo reconstruido de P. leidyi.

Palaeosyops es un género extinto de brontoterios, muy pequeño comparado con sus parientes. Vivía en América del Norte, ya que se han encontrado en Wyoming varios dientes y huesos fosilizados. 
La mayor especie de este género, P. major, tenía el tamaño de un tapir. Su descriptor, Joseph Leidy, erróneamente pensó que este género era omnívoro, debido a que encontró varios colmillos. Pero ahora se sabe que los brontoterios eran estrictamente herbívoros, y que algunas especies tenían caninos, posiblemente, para la defensa de los depredadores, y la competencia por el territorio y el apareamiento.